# جغر كندي
جغر كندي هي قرية في مقاطعة نمين، إيران. عدد سكان هذه القرية هو 52 في سنة 2006.